# Alejandra León Castellá
Alejandra León Castellá (San José, Costa Rica, 23 de julio de 1958) es una divulgadora científica costarricense. León es la directora ejecutiva de la Fundación para Centro Nacional de la Ciencia y la Tecnología (CIENTEC).

## Primeros años y educación
León Castellá nació el 23 de julio de 1958 en San José, Costa Rica, es hija de Ernesto León Hernández y Cecilia Castellá de la Torre. Durante su preadolescencia tuvo un estilo de vida rural con bastante libertad, lo cual influyó en que se preguntara y le gustara la ciencia detrás de lo que le rodeaba. Presentaba especial interés por la matemática, la ciencia y la medicina; en parte, apoyado por sus profesores. Fue alumna de intercambio en dos ocasiones, en 1969 estudió en Banna Public School (California, Estados Unidos) y en 1973 en Harburg Mittelschule (Hamburgo, Alemania). Realizó sus estudios de secundaria en el colegio Humboldt, donde obtuvo su bachiller con honores en 1975.
Realizó estudios en la Universidad de Costa Rica, Purdue University y University of Michigan. También fue parte de la red internacional del programa de "Family Math" de la Universidad de California en Berkeley y ha participado en el Teacher Institute del Museo Exploratorium, San Francisco, California, grupos de trabajo y aprendizaje que han marcado su orientación hacia el aprendizaje interactivo de STEAM, dentro y fuera del aula.

## Carrera
Alejandra León Castellá inició el Departamento de Popularización de la Ciencia del Ministerio de Ciencia, Tecnología y Telecomunicaciones del gobierno de Costa Rica (MICITT) en los años 1986-1990.  Desde 1988 asumió la dirección ejecutiva del CIENTEC, una organización sin fines de lucro con la misión de "contribuir al desarrollo de una cultura científica y tecnológica que potencie a las personas con equidad". Tiene una amplia producción de recursos didácticos, entre ellos los siguientes:
- Editora del Centro de recursos de CIENTEC[2]
- Coautora del Lunario para Costa Rica de CIENTEC desde 1994, calendario de eventos astronómicos para la región.
- Coautora de libro "Las matemáticas de lo cotidiano", versiones en español, en inglés, impreso e Ebook.
- Coautora del libro  "67 Experimentos divertidos y una guía del método científico".[3]
- Compiladora, editora y productora de una trivia de ciencia, distribuida en cajas de cereales  Alimentos Jack's de Centroamérica en Costa Rica, Nicaragua, Panamá y República Dominicana.[4]

## Vida personal
En su vida personal, Alejandra promueve la participación de mujeres en áreas de la ciencia y la ingeniería. También busca incentivar la observación de los cielos y la protección del medio ambiente. Dentro de las funciones que desempeña como directora del CIENTEC se encuentran la recaudación de fondos, el desarrollo e implementación de programas, creación de recursos educativos, entre otras tareas administrativas y creativas.
Alejandra es madre de tres hijas y tiene cuatro nietos. De manera recreativa practica la fotografía, astronomía, habilidades manuales y juegos educativos.
Dentro de sus metas a futuro se encuentran seguir adquiriendo conocimiento, enlazarse con redes de trabajo en mejoramiento de la enseñanza, divulgación científica y museos de ciencias, entre otros.  Es seguidora de eclipses solares y lunares. Su meta principal sigue siendo impulsar el interés público por la ciencia y las matemáticas, además de promover la igualdad de la mujer en el campo de la ciencia.

## Distinciones
Alejandra León fue la acreedora de diversas distinciones que respaldan sus méritos en ciencia y tecnología, en 1992 le fue otorgado el reconocimiento de divulgadora destacada por parte del Ministerio de Ciencia y Tecnología, fue invitada varias veces a exponer a la Conferencia Anual de California en California Mathematics Council. En 2008 firmó la Declaración de Toronto, una declaración en contra del maltrato de adultos mayores. En 2011 fue nominada por Costa Rica para el Premio Kalinga de Ciencia de la Unesco, un premio otorgado a labores excepcionales en el campo de divulgación, por último, en 2016 el libro ‘Las matemáticas de lo cotidiano’ del cual es coautora fue premiado con el segundo lugar en la categoría ‘Impresión Digital’ en el concurso ‘La mejor Industria Digital’, organizado por la Asociación de la Industria Gráfica Costarricense, esto es solo parte de los reconocimientos otorgados a Alejandra León y sin duda sabemos que seguirá aportando en el campo de la divulgación científica.
- Premio Latinoamericano a la Popularización de la Ciencia y la Tecnología 2017, otorgado por la Red de Popularización de la Ciencia y la Tecnología en América Latina y el Caribe[7]